# Комсток (город, Миннесота)
Комсток (англ. Comstock) — город в округе Клей, штат Миннесота, США. На площади 0,6 км² (0,6 км² — суша, водоёмов нет), согласно переписи 2002 года, проживают 123 человека. Плотность населения составляет 220,3 чел./км².
- Телефонный код города — 218
- Почтовый индекс — 56525
- FIPS-код города — 27-12862[1]
- GNIS-идентификатор — 0641429[2]